# Сароян, Сейран Фирдусович
Сейра́н Фирду́сович Сароя́н (арм. Սեյրան Սարոյան; 3 сентября 1967, село Айкашен, Эчмиадзинский район, Армянская ССР, СССР — 13 августа 2022, Ереван, Армения) — армянский военный и государственный деятель, генерал-майор (2000).

## Биография
- 1985—1987 — служба в советской армии. Является одним из активных участников карабахского движения.
- С 1989 — руководитель созданного им же добровольческого отряда, который оборонял приграничные районы Армении, сражался во время армяно-азербайджанского конфликта в Нагорном-Карабахе. Действующие под его командованием отряд (в дальнейшем батальон «Арцвик-10») и оперативная группа участвовали в боевых действиях в Кельбаджаре, Кубатлах, Зангелане.
- 1990—1993 — высшие академические курсы Министерства обороны Армении.
- 1993—1996 — академические курсы сухопутных войск Греции.
- 1996—2001 — академические курсы Военной академии Генерального штаба Вооружённых сил РФ.
- 2001—2006 — Военная академия Генерального штаба Вооружённых сил РФ по специальности «Военная безопасность государства».
- 1993—2007 — являлся командиром полка, бригады, II, затем IV армейского корпуса вооружённых сил Армении.
- 12 мая 2007 — избран депутатом парламента. Член постоянной комиссии по обороне, национальной безопасности и внутренним делам. Член РПА.

Президентом Армении награждён медалью «За отвагу» (1994), орденом Боевого креста II степени (1996) и медалью «За заслуги перед Отечеством» I степени (2006).
Награждён министром обороны Армении — медалями «Маршал Баграмян» (1997), «Драстамат Канаян» (2002), «За безупречную службу» первой и второй степени (2003, 2004).
Скончался 13 августа 2022 года.